# Maregiglio
Maregiglio srl ist ein italienisches Unternehmen, das mit insgesamt fünf Schiffen Fähr- und Ausflugsverkehr zu einigen Inseln des toskanischen Archipels durchführt.
Fährverbindungen mit Autotransport sind die Linien Porto S. Stefano – Giglio Porto sowie die saisonale Verbindung Porto Santo Stefano – Giannutri. Weiterhin werden Ausflüge zu diesen beiden Inseln mit den kleineren Passagierschiffen angeboten.

## Ereignisse
In der Nacht vom 13. auf den 14. Januar 2012 halfen mehrere Schiffe der Maregiglio bei der Evakuierung der vor der Insel Giglio havarierten Costa Concordia, dem Transport der schiffbrüchigen Passagiere aufs Festland sowie dem Übersetzen von Hilfspersonal auf die Insel.

## Flotte
| Name             | Schiffstyp      | BRZ   | Baujahr | Antrieb (kW) | Geschw. kn | Anz. Passagiere (Winter/Sommer) | Anz. Fahrzeuge | Bemerkungen  |
| ---------------- | --------------- | ----- | ------- | ------------ | ---------- | ------------------------------- | -------------- | ------------ |
| Isola del Giglio | Autofähre       | 749   | 1972    | ?            | 12         | 595                             | 40             | ex Stavanger |
| Dianium          | Autofähre       | 198.6 | ?       | ?            | 14         | 345                             | 12             | [ 3 ]        |
| Costa d’Argento  | Passagierschiff | 84,4  | ?       | ?            | 21         | 390                             | -              | [ 4 ]        |
| Revenge          | Passagierschiff | 93.6  | ?       | ?            | 20         | 399                             | -              | [ 5 ]        |

### Ehemalige Flotte
| Name               | Schiffstyp      | BRZ   | Baujahr | Antrieb (kW) | Geschw. kn | Anz. Passagiere (Winter/Sommer) | Anz. Fahrzeuge | Bemerkungen                                                        |
| ------------------ | --------------- | ----- | ------- | ------------ | ---------- | ------------------------------- | -------------- | ------------------------------------------------------------------ |
| Vieste II          | Passagierschiff | 97.5  | ?       | ?            | 16         | 346                             | -              |                                                                    |
| Mizar              | Passagierschiff | 18,7  | ?       | ?            | 16         | 199                             | -              |                                                                    |
| Azimut             | Passagierschiff | 12,56 | ?       | ?            | 18         | 90                              | -              |                                                                    |
| Domizia            | Passagierschiff | 8.3   | ?       | ?            | 15         | 60                              | -              |                                                                    |
| Gabbiano           | Passagierschiff | ?     | ?       | ?            | ?          | ?                               | -              |                                                                    |
| Gabbiano II        | Passagierschiff | ?     | ?       | ?            | ?          | ?                               | -              |                                                                    |
| Giglio Espresso    | Autofähre       | 333   | 1953    | ?            | 12         | ?                               | ?              | 1970–1988, ex Tonjer                                               |
| Giglio Espresso II | Autofähre       | ?     | 1959    | ?            | ?          | ?                               | ?              | 1989–2000, ex Carisbrooke Castle                                   |
| Giuseppe Rum       | Autofähre       | 497   | 2005    | ?            | 16         | 633                             | 40             | Ab 2012 für zwölf Jahre an die Konkurrenzlinie Toremar verchartert |
| Freccia del Giglio | Tragflügelboot  | 60,85 | 1964    | ?            | 36         | 64                              | -              | 1975–1987, ex Albatros                                             |
| Oceania            | Autofähre       | ?     | 1969    | ?            | ?          | 400                             | 40             | 1998–2005, ex Niedersachsen                                        |

## Schiffsgalerie

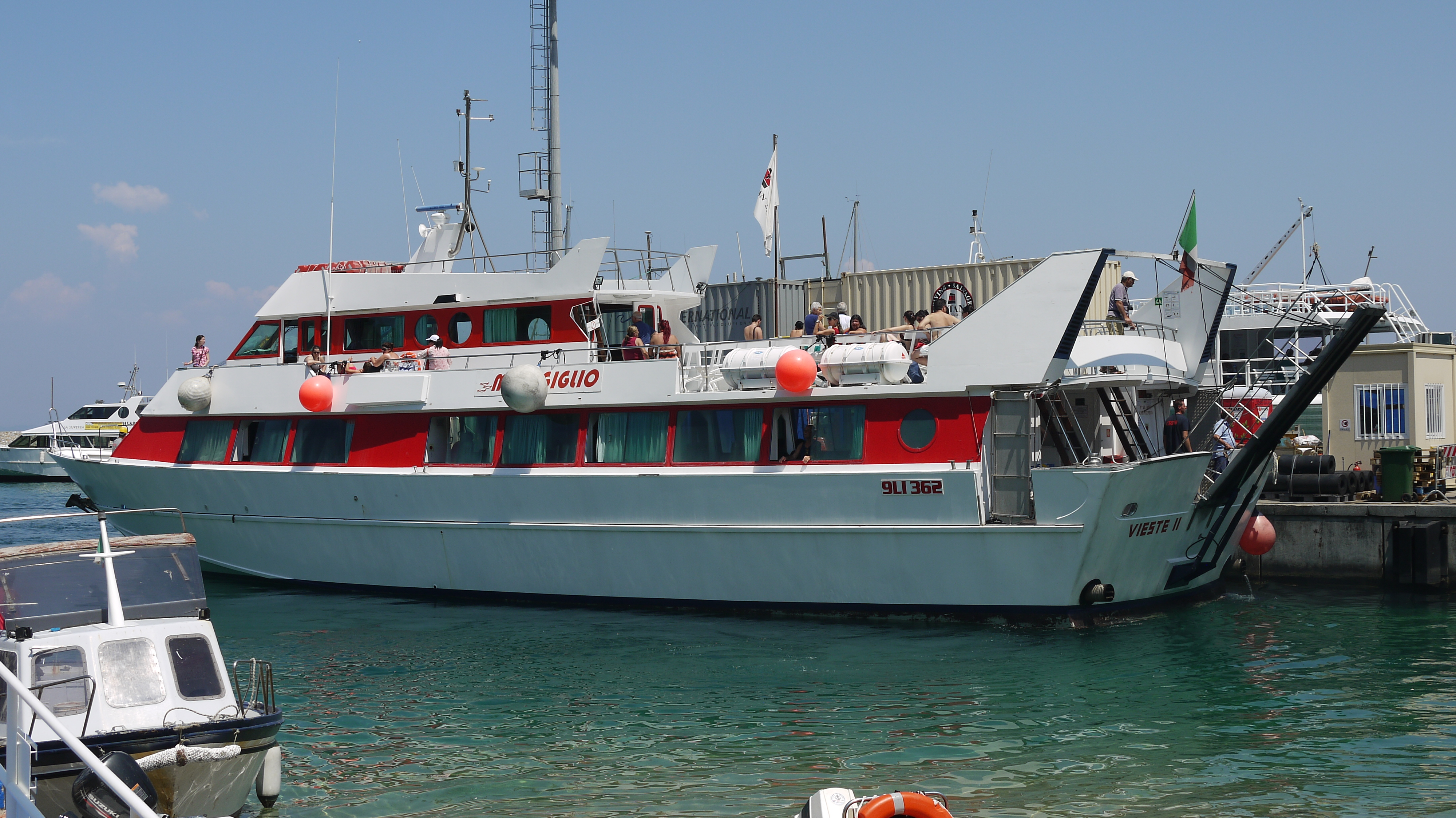
Motorschiff Vieste II beim Anlegen in Giglio Porto
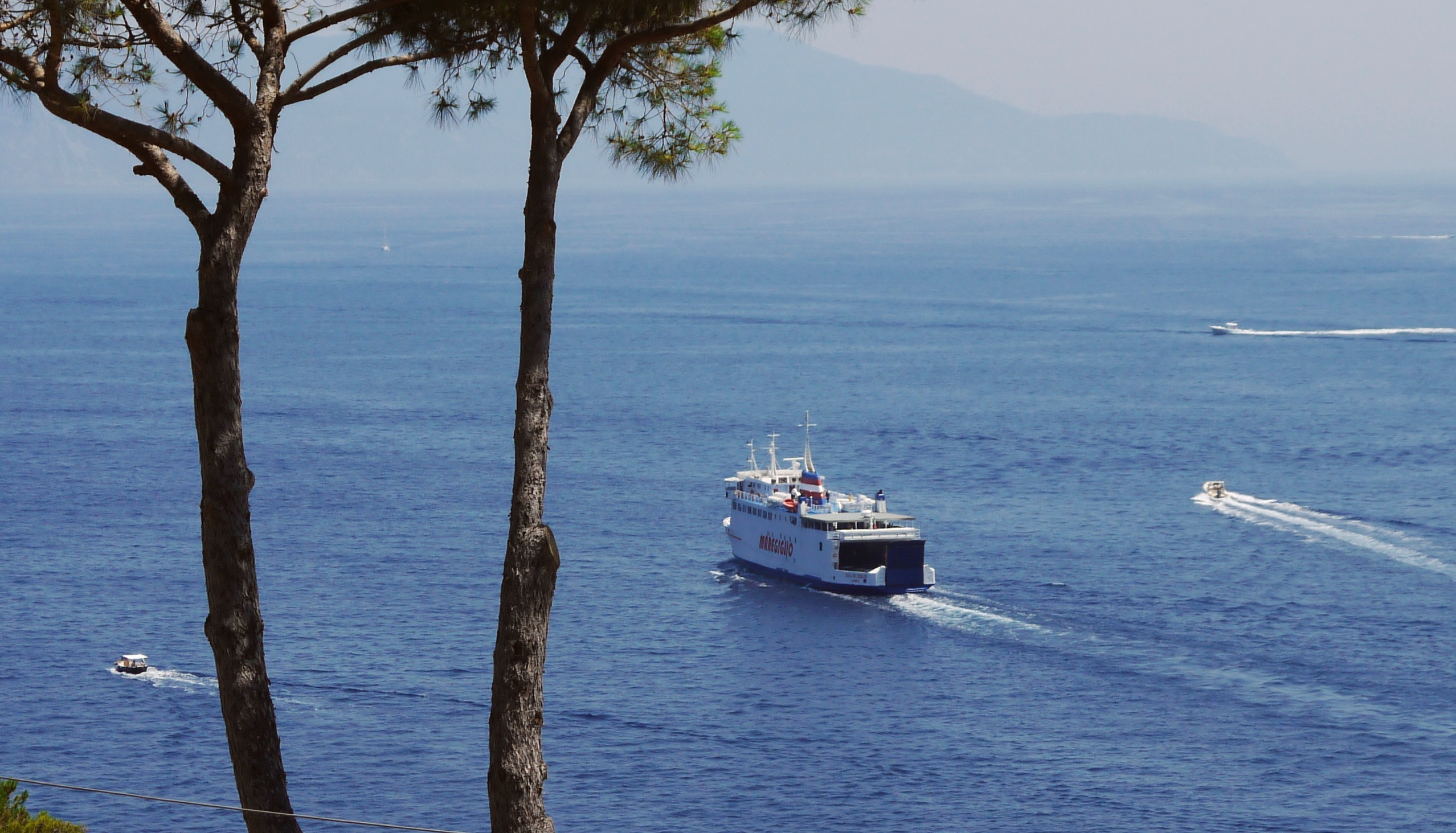
Auto- und Personenfähre Isola del Giglio auf dem Weg nach P.S.Stefano
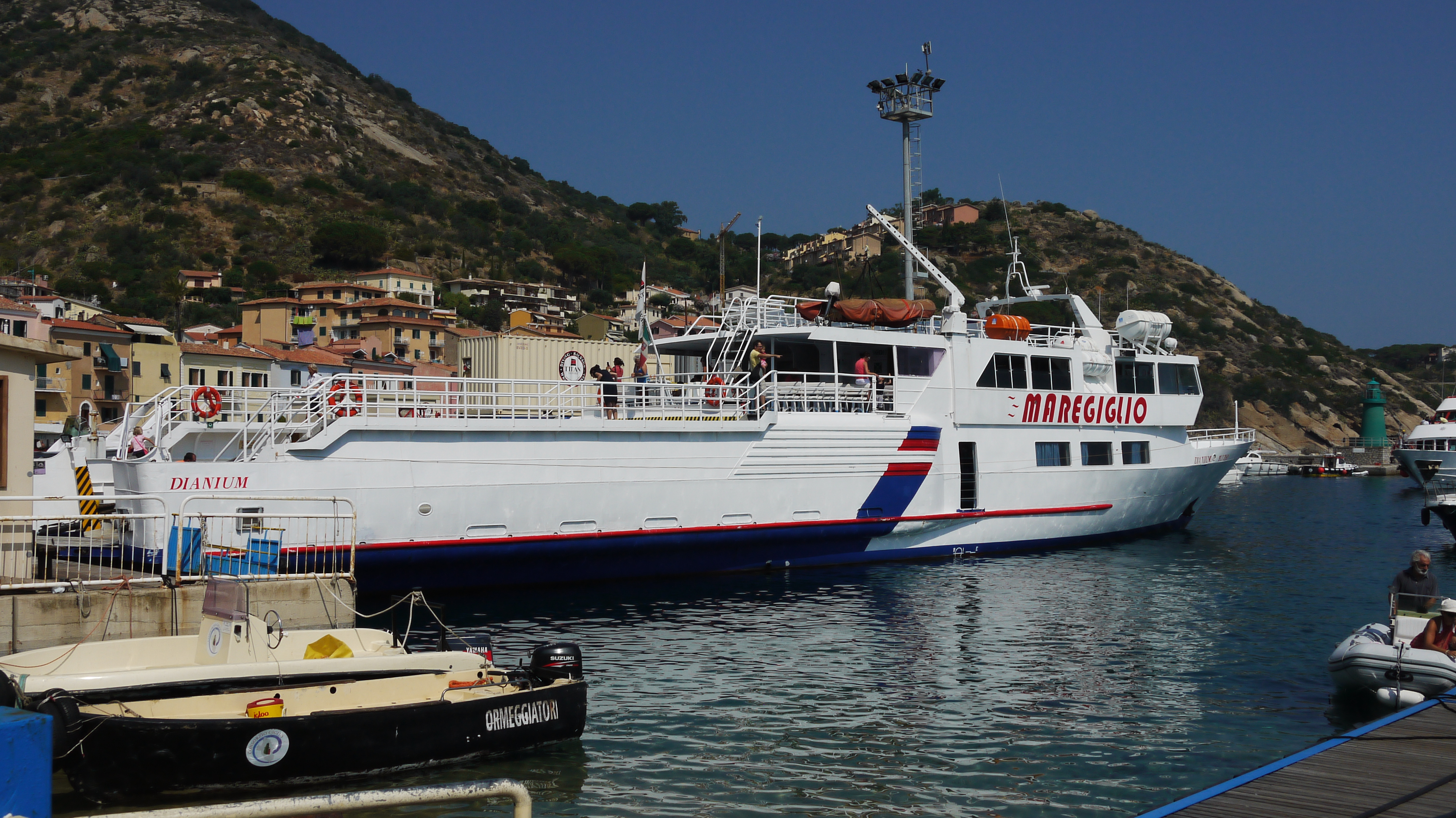
Auto- und Personenfähre Dianium im Hafen von Giglio

## Belege
1. ↑  Il brogliaccio della capitaneria di porto di Livorno (it.) Tagebuch der Capitaneria di Porto Livorno, in repubblica.it 18. Januar 2012
2. ↑  faktaomfartyg.se: M/S STAVANGER (Memento des Originals vom 11. Juni 2011 im Internet Archive)  Info: Der Archivlink wurde automatisch eingesetzt und noch nicht geprüft. Bitte prüfe Original- und Archivlink gemäß Anleitung und entferne dann diesen Hinweis., offenbar umgebaut
3. ↑  Dianium Motonave - Maregiglio. 30. Dezember 2024, abgerufen am 17. April 2025 (italienisch).
4. ↑  Costa d'Argento - Maregiglio. 30. Dezember 2024, abgerufen am 17. April 2025 (italienisch).
5. ↑  — (Memento des Originals vom 4. November 2014 im Internet Archive)  Info: Der Archivlink wurde automatisch eingesetzt und noch nicht geprüft. Bitte prüfe Original- und Archivlink gemäß Anleitung und entferne dann diesen Hinweis.
6. ↑  Archivierte Kopie (Memento des Originals vom 8. September 2016 im Internet Archive)  Info: Der Archivlink wurde automatisch eingesetzt und noch nicht geprüft. Bitte prüfe Original- und Archivlink gemäß Anleitung und entferne dann diesen Hinweis.
7. ↑  faktaomfartyg.se: M/S CARISBROOKE CASTLE
8. ↑  Rivoluzione traghetti La “Giuseppe Rum” va a Moby-Toremar, iltirreno.it 10. Februar 2012 (it.)
9. ↑  http://www.trasporti-fvg.it/italiano/navi7.htm
10. ↑  https://www.naviearmatori.net/ita/foto-28808-4.html